# Ricardo Vilela
Ricardo Augusto Vilela Afonso (Bragança, 18 december 1987) is een Portugees voormalig wielrenner die in 2021 en 2022 reed voor W52-FC Porto.

## Schorsing
In 2022 werd hij geschorst voor drie jaar omdat hij in bezit was van verboden middelen. De ploeg waar hij voor reed, W52-FC Porto, hield nadien noodgedwongen op te bestaan. Amper een jaar later liep hij nog een schorsing op van zeven jaar wegens ongeregeldheden in zijn biologisch paspoort.

## Overwinningen
2008
 Portugees kampioen op de weg, Beloften

## Resultaten in voornaamste wedstrijden
| Jaar | Ronde van Italië | Ronde van Frankrijk | Ronde van Spanje |
| ---- | ---------------- | ------------------- | ---------------- |
| 2015 |                  |                     | 48e              |
| 2016 |                  |                     |                  |
| 2017 |                  |                     | 50e              |
| 2018 |                  |                     |                  |
| 2019 |                  |                     | 105e             |
| 2020 |                  |                     | 99e              |

| Jaar |  | WK op de weg |
| ---- |  | ------------ |
| 2015 |  |              |
| 2016 |  |              |
| 2017 |  | 65e          |
| 2018 |  |              |
| 2019 |  |              |
| 2020 |  |              |

## Ploegen
- 2009 –  Liberty Seguros
- 2010 –  Madeinox-Boavista
- 2011 –  Onda
- 2012 –  Efapel-Glassdrive
- 2013 –  Efapel-Glassdrive
- 2014 –  OFM-Quinta da Lixa
- 2015 –  Caja Rural-Seguros RGA
- 2016 –  Caja Rural-Seguros RGA
- 2017 –  Manzana Postobón Team
- 2018 –  Manzana Postobón Team
- 2019 –  Burgos-BH
- 2020 –  Burgos-BH
- 2021 –  W52-FC Porto
- 2022 –  W52-FC Porto (tot en met 15-7)

Barros · Bras · Caldeira · Carvalho · Cipriano · Costa · Durán · Fernandes · Fernández · Matias · Oliveira · Prades · Ribeiro · Sousa · Veloso · Vilela
Aramendia · Arroyo · Barbero · Benito · Bilbao · Carthy · Ferrari · Fraile · Gonçalves · Grijalba · Lasca · Madrazo · Mas · Molina · Pardilla · Parra · Prades · Sáez · Txurruka · Vilela · Jiménez (stagiair) · Murphy (stagiair) · Rosón (stagiair)
Aramendia · Arroyo · Barbero · Benito · Bilbao · Carthy · Ferrari · Gallego · D. Gonçalves · J. Gonçalves · Lastra · Madrazo · Mas · Molina · Pardilla · Prades · Rosón · Rubio · Sáez · Vilela · Azkarate (stagiair) · Irisarri (stagiair) · Zabala (stagiair)
Aguirre · Amador · Bohórquez · Bol · García · Higuita · Molano · Orjuela · Osorio · Paredes · Piedra · Reyes · Sierra · Suaza · Vilela · Villegas · Chía (stagiair) · Rivera (stagiair) · Ruiz (stagiair)
Aguirre · Amador · Bohórquez · Bol · Duarte · García · Higuita · Molano · Orjuela · Osorio · Paredes · Parra · Reyes · Sierra · Suaza · Vilela · Villegas
Bico · Bol · Cabedo · Cubero · Ezquerra · Fernandes · Fuentes · Gibson · Langellotti · López · Madrazo · Mitri · Peñalver · Robredo · Rubio · Sessler · Sureda · Vilela
Antunes · Brandão · Caldeira · Campos · Fernandes · Magalhães · Mendes · D. Mestre · R. Mestre · Rodrigues · Vilela · Vinhas
Antunes · Brandão · Caldeira · Gonçalves · Fernandes · Magalhães · D. Mestre · R. Mestre · Mota · Rodrigues · Vilela · Vinhas